# Peter Olsson
Peter Olsson   (Danderyd, 21 d'octubre de 1961) és un músic suec i el baixista original del grup de rock dur Europe, inicialment anomenada Force.

## Biografia
El 1978, en Peter va començar la seva carrera musical amb el grup WC, amb el guitarrista John Norum i el bateria Bo "Werner" Sundberg. Un parell de setmanes més tard, Werner va ser reemplaçat per Tony Reno (un amic d'en Norum). El 1979, en Norum va incorporar al vocalista Joey Tempest, i ambdós decidiren fer un nou grup, anomenat Force.
En Peter va ser un dels membres fundadors de Force a Upplands Väsby, Estocolm, amb un so més dur i menys atmosfèric que el grup precedent, tot i això, en Peter va deixar Force sobtadament el 1981, sense haver gravat cap disc; i essent reemplaçat per John Levén, un altre amic d'en Norum. Sembla que en Peter va deixar el grup perquè, sentia que en Joey Tempest "li havia pres la seva xicota".
No se saben gaires coses sobre la carrera artística posterior d'en Peter, excepte que va tocar amb grups com Rising Force, de Yngwie Malmsteen. El 1983 va entrar a un grup anomenat Power en substitució d'un altre exForce (el bajista Marcel Jacob). Amb els Power van treure dos singles, "Lying and Teasing" el 1986 i "Danger" el 1988, i va separar-se el 1990.